# 23735 Коен
23735 Коен (23735 Cohen) — астероїд головного поясу, відкритий 19 квітня 1998 року.
Тіссеранів параметр щодо Юпітера — 3,580.